# Списак народних хероја: П
Списак народних хероја чије презиме почиње на слово П, за остале народне хероје погледајте Списак народних хероја:
1. Ђоко Павићевић (1872–1970) Орденом народног хероја одликован 27. новембра 1953. године.[1][2][3]
2. Стјепан Павлић (1916–1942) за народног хероја проглашен 27. новембра 1953. године.[4][5]
3. Миладин Павличић (1920–1943) за народног хероја проглашен 20. децембра 1951. године.[6][7][3]
4. Драган Павловић Шиља (1908–1942) за народног хероја проглашен 21. децембра 1951. године.[8][9][10]
5. Дринка Павловић (1919–1943) за народног хероја проглашена 6. јула 1953. године.[11][10]
6. Милица Павловић Дара (1915–1944) за народног хероја проглашена 14. децембра 1949. године.[12][11][13]
7. Милоје Павловић (1887–1941) за народног хероја проглашен 27. новембра 1953. године.[14][15]
8. Ратко Павловић Ћићко (1913–1943) за народног хероја проглашен 9. маја 1945. године.[а][16][17]
9. Винко Падершич (1916–1942) за народног хероја проглашен 20. децембра 1951. године.[6][18][19]
10. Анка Пађен (1924–1945) за народног хероја проглашена 20. децембра 1951. године.[6][20][19]
11. Винко Пајић (1912–1941) за народног хероја проглашен 24. јула 1953. године.[21][22]
12. Давид Пајић (1911–1941) за народног хероја проглашен 27. новембра 1953. године.[23][24][б]
13. Душан Пајић-Дашић (1912–1943) за народног хероја проглашен 27. новембра 1953. године.[21][24]
14. Ђорђије Ђоко Пајковић (1917–1980) Орденом народног хероја одликован 10. јула 1953. године.[25][26]
15. Војин Палексић (1923–1943) за народног хероја проглашен 20. децембра 1951. године.[6][27][28]
16. Ибе Паликућа (1927–1944) за народног хероја проглашена 9. октобра 1953. године.[в][25]
17. Бошко Палковљевић Пинки (1920–1942) за народног хероја проглашен 25. октобра 1943. године.[30][31][29]
18. Тодор Панић (1911–1942) за народног хероја проглашен 24. јула 1953. године.[18][32]
19. Павле Пап Шиља (1914–1941) за народног хероја проглашен 5. јула 1951. године.[33][34][32]
20. Жарко Папић (1920–1944) за народног хероја проглашен 27. новембра 1953. године.[35][36]
21. Бранислав Параћ Реља (1922–1943) за народног хероја проглашен 9. октобра 1953. године.[37][38]
22. Ненад Парента (1913–1941) за народног хероја проглашен 27. новембра 1953. године.[37][38]
23. Станко Пармач (1913–1982) Орденом народног хероја одликован 27. новембра 1953. године.[39][40]
24. Франц Пастерк Ленарт (1912–1943) за народног хероја проглашен 27. новембра 1953. године.[2][41]
25. Катарина Патрногић (1921–1971) Орденом народног хероја одликована 27. новембра 1953. године.[42][41]
26. Станко Пауновић Вељко (1907–1942) за народног хероја проглашен 25. октобра 1943. године.[30][4][43]
27. Славко Пејак (1919–1992) Орденом народног хероја одликован 27. новембра 1953. године.[44][45]
28. Ката Пејновић (1899–1966) за народног хероја проглашена 3. јуна 1968. године.[46][45]
29. Андрија Пејовић (1911–1997) за народног хероја проглашен 27. новембра 1953. године.[47][48]
30. Василије Пејовић (1911–1944) за народног хероја проглашен 10. јула 1953. године.[г][49]
31. Душан Пекић (1921–2007) Орденом народног хероја одликован 6. децембра 1944. године.[50][51][49]
32. Слободан Пенезић Крцун (1918–1964) Орденом народног хероја одликован 5. јула 1952. године.[52][53]
33. Владимир Перан Живко (1922–1942) за народног хероја проглашен 20. децембра 1951. године.[д][6][55]
34. Ибрахим Первиз (1902–1941) за народног хероја проглашен 24. јула 1953. године.[56][57]
35. Бранко Перић (1913–1942) за народног хероја проглашен 27. новембра 1953. године.[58][59]
36. Владимир Перић Валтер (1919–1945) за народног хероја проглашен 22. јула 1949. године.[ђ][61][58]
37. Ратко Перић (1914–1985) Орденом народног хероја одликован 24. јула 1953. године.[55][62]
38. Марко Перичин Камењар (1912–1982) Орденом народног хероја одликован 20. децембра 1951. године.[63][56][59]
39. Бранко Перишић Баџа (1923–1943) за народног хероја проглашен 5. јула 1951. године.[33][64][60]
40. Пуниша Перовић (1911–1985) Орденом народног хероја одликован 27. новембра 1953. године.[65][57]
41. Миро Перц Макс (1912–1945) за народног хероја проглашен 20. децембра 1951. године.[6][64][54]
42. Зденко Петрановић Јастреб (1919–1942) за народног хероја проглашен 20. децембра 1951. године.[6][66][67]
43. Олга Петров (1921–1942) за народног хероја проглашена 27. новембра 1953. године.[68][69]
44. Адам Петровић (1913–1984) Орденом народног хероја одликован 24. јула 1953. године.[70][69]
45. Драгољуб Петровић Раде (1919–1994) Орденом народног хероја одликован 20. децембра 1951. године.[63][71][72]
46. Драгослав Петровић Горски (1919–1996) Орденом народног хероја одликован 27. новембра 1953. године.[73][74]
47. Душан Петровић Шане (1914–1977) за народног хероја проглашен 5. јула 1952. године.[75][74]
48. Ђуро Петровић (1914–1942) за народног хероја проглашен августа 1942. године.[76][77][78]
49. Милорад Петровић (1903–1942) за народног хероја проглашен 27. новембра 1953. године.[66][79]
50. Радован Петровић (1916–1942) за народног хероја проглашен 20. децембра 1951. године.[6][70][79]
51. Стеван Петровић Бриле (1921–1943) за народног хероја проглашен 21. децембра 1951. године.[е][6][73]
52. Боро Петрушевски (1920–1943) за народног хероја проглашен 20. децембра 1951. године.[6][80][81]
53. Ђуро Пећанац Ђурекан (1916–1942) за народног хероја проглашен 24. јула 1953. године.[82][83]
54. Радо Пехачек (1913–1983) Орденом народног хероја одликован 27. новембра 1953. године.[84][83]
55. Богдан Пецотић (1912–1998) Орденом народног хероја одликован 27. новембра 1953. године.[7][85]
56. Макс Печар (1907–1941) за народног хероја проглашен 22. јула 1953. године.[84][86]
57. Новак Пивашевић (1904–1942) за народног хероја проглашен 20. децембра 1951. године.[6][87][88]
58. Моша Пијаде (1890–1957) Орденом народног хероја одликован 27. новембра 1953. године.[89][81]
59. Милан Пилиповић (1919–1941) за народног хероја проглашен 27. новембра 1953. године.[90][91]
60. Миха Пинтар Толедо (1913–1942) за народног хероја проглашен 21. јула 1953. године.[92][93]
61. Ахмед Пинтул (1923–1943) за народног хероја проглашен 20. децембра 1951. године.[6][92][94]
62. Страхил Пинџур (1915–1943) за народног хероја проглашен 29. јула 1945. године.[95][96][93]
63. Димитрије Писковић Трнавац (1914–1987) Орденом народног хероја одликован 6. јула 1953. године.[87][94]
64. Сима Погачаревић (1908–1941) за народног хероја проглашен 20. децембра 1951. године.[6][97][98]
65. Франц Поглајен Крањц (1916–1999) Орденом народног хероја одликован 27. новембра 1953. године.[99][100]
66. Франц Поковец (1921–1991) Орденом народног хероја одликован 27. новембра 1953. године.[101][102]
67. Смиља Покрајац (1920–1943) за народног хероја проглашена 20. децембра 1951. године.[6][97][103]
68. Бојан Полак Стјенка (1919–2004) Орденом народног хероја одликован 13. септембра 1952. године.[ж][104]
69. Миро Попара (1916–1942) за народног хероја проглашен 20. децембра 1951. године.[6][104][105]
70. Алојз Попек Вандек (1920–1943) за народног хероја проглашен 13. септембра 1952. године.[75][106]
71. Блажо Попивода (1911–1944) за народног хероја проглашен 10. јула 1953. године.[107][106]
72. Крсто Попивода (1910–1988) Орденом народног хероја одликован 10. јула 1952. године.[107][108]
73. Бранко Поповић (1917–1944) за народног хероја проглашен 27. новембра 1953. године.[109][110]
74. Владо Поповић (1914–1972) Орденом народног хероја одликован 10. јула 1952. године.[111][112]
75. Илија Поповић (1917–1943) за народног хероја проглашен 20. децембра 1951. године.[6][113][114]
76. Јеврем Поповић (1914–1997) Орденом народног хероја одликован 6. јула 1953. године.[115][114]
77. Коча Поповић (1908–1992) Орденом народног хероја одликован 27. новембра 1953. године.[116][117]
78. Љубица Поповић (1921–1942) за народног хероја проглашен 12. јула 1949. године.[118][119][120]
79. Миладин Поповић (1910–1945) за народног хероја проглашен 12. марта 1946. године.[121][115][122]
80. Момчило Поповић (1919–1962) за народног хероја проглашен 15. децембра 1962. године.[122]
81. Момчило Поповић Озрен (1909–1943) за народног хероја проглашен 9. октобра 1953. године.[109][123]
82. Никола Поповић (1916–2005) Орденом народног хероја одликован 27. новембра 1953. године.[124][123]
83. Радослав Поповић (1909–1942) за народног хероја проглашен 10. јула 1953. године.[125][126]
84. Светозар Поповић-Милић (1901–1944) за народног хероја проглашен 9. октобра 1953. године.[127][128]
85. Секуле Поповић (1911–1942) за народног хероја проглашен 13. јула 1953. године.[125][129]
86. Томица Поповић (1915–1972) Орденом народног хероја одликован 27. новембра 1953. године.[130][128]
87. Панче Поповски (1924–1944) за народног хероја проглашен 9. октобра 1953. године.[з][132][131]
88. Стане Поточар (1919–1997) Орденом народног хероја одликован 4. септембра 1953. године.[132][133]
89. Миле Почуча (1899–1979) Орденом народног хероја одликован 27. новембра 1953. године.[134][98]
90. Мирко Поштић (1913–1942) за народног хероја проглашен 6. децембра 1944. године.[50][68][131]
91. Драгица Правица (1919–1942) за народног хероја проглашена 8. јуна 1945. године.[135][136][137]
92. Ђурађ Предојевић (1915–2000) Орденом народног хероја одликован 20. децембра 1951. године.[138][139][137]
93. Божина Прелевић Бојо (1919–1943) за народног хероја проглашен 10. јула 1953. године.[140][141]
94. Ђоко Прелевић (1916–1943) за народног хероја проглашен 5. јула 1951. године.[33][139][142]
95. Ђорђије Премовић (1910–1943) за народног хероја проглашен 27. новембра 1953. године.[143][144]
96. Јанко Премрл Војко (1920–1943) за народног хероја проглашен 18. априла 1944. године.[145][146][144]
97. Јосип Прескар (1920–1943) за народног хероја проглашен 20. децембра 1951. године.[6][147][148]
98. Маријан Приморац (1921–1946) за народног хероја проглашен 20. децембра 1951. године.[6][149][150]
99. Рудолф Приморац (1904–1979) Орденом народног хероја одликован 27. новембра 1953. године.[151][152]
100. Слободан Принцип Сељо (1914–1942) за народног хероја проглашен 6. септембра 1942. године.[153][154][152]
101. Огњен Прица (1899–1941) за народног хероја проглашен 26. јула 1945. године.[155][147][148]
102. Ванчо Пркев (1921–1943) за народног хероја проглашен 1. августа 1949. године.[и][157][158]
103. Петар Прља (1911–1943) за народног хероја проглашен 27. новембра 1953. године.[ј][158][1]
104. Јосип Прша (1922–1943) за народног хероја проглашен 24. јула 1953. године.[160][159]
105. Дако Пуач (1919–1994) Орденом народног хероја одликован 20. децембра 1951. године.[63][161][162]
106. Нада Пурић (1903–1941) за народног хероја проглашена 6. јула 1953. године.[160][163]
107. Ђуро Пуцар Стари (1899–1979) Орденом народног хероја одликован 11. марта 1951. године.[164][165][162]
108. Момир Пуцаревић (1918–1942) за народног хероја проглашен 20. децембра 1951. године.[6][149][163]